# Raoul Nehmé
Raoul Nehmé (arabisch راوول نعمة, DMG Rāwūl Naʿma; * 1955 oder 1956) ist ein libanesischer Banker und Politiker. Von Januar bis August 2020 war er Wirtschaftsminister im Kabinett Diab.

## Leben und Wirken
Nehmé hat 1980 einen Abschluss in Ingenieurwissenschaften an der École Polytechnique de Paris, einen Abschluss in Wirtschaftswissenschaften und einen Abschluss in Ingenieurwissenschaften mit Spezialisierung auf wissenschaftliches Management an der École des Mines en France (1982). Von Beruf Banker, arbeitete er in verschiedenen Banken im Libanon, auf Zypern und in der Türkei. Anschließend wurde er General Manager der BLC Bank im Libanon und seit Juni 2018 Geschäftsführer der Bank Med, an der wiederum die Familie Saad Hariris die größten Anteile hält. Er war auch CEO der Turkland Bank in der Türkei und Mitglied des Verwaltungsrats bei BankMed Swisse in Genf. Er ist auch der Gründer einer NGO für ökologische Nachhaltigkeit namens Juzoor Lubnan.
Am 21. Juni 2020 wurde Nehmé, nominiert von der Freien Patriotischen Bewegung, Minister für Wirtschaft und Handel im Kabinett von Hassan Diab.
Nehmé ist eine der kontroversesten Entscheidungen, da er sichtbare Verbindungen zum Bankensektor hat und neben anderen prominenten libanesischen Geschäftsmagnaten Anteilseigner der zyprischen AstroBank ist. Im Juni 2018 wurde er zum Executive General Manager der libanesischen Bankmed ernannt. Er war auch General Manager der BLC Bank im Libanon, Präsident der türkischen Turkland Bank und Mitglied des Verwaltungsrats der Bankmed Swisse in Genf.
Nach dem Rücktritt von Hassan Diab als Ministerpräsident am 10. August 2020 blieb der Minister bis zur Bildung eines neuen Kabinetts geschäftsführend im Amt.